# Claus Christensen (redaktør)
 For alternative betydninger, se Claus Christensen. (Se også artikler, som begynder med Claus Christensen)
Claus Christensen (født 26. maj 1964 i Gentofte) er en dansk chefredaktør, journalist og filmkritiker.
Han voksede op i Hundige på Vestegnen og blev student fra Greve Amtsgymnasium i 1983. Derefter læste han først statskundskab og siden dansk og medievidenskab på Aarhus Universitet.
Christensen begyndte sin journalistiske karriere som filmanmelder og skribent på græsrodsavisen Byens Fri Blad i Aarhus (1984-86). Fra 1991 til 2001 var han tilknyttet Århus Stiftstidende, hvor han dækkede film og tv som anmelder.
I 1990’erne underviste han i film og holdt foredrag blandt andet på Folkeuniversitetet, Testrup Højskole og Den Europæiske Filmhøjskole.
Med en artikel i Weekendavisen i 2000 såede han tvivl om ægtheden af den incesthistorie, der blev fortalt i DR-programmet Koplevs Krydsfelt, og som inspirerede Thomas Vinterbergs film Festen (1998). Mistanken blev siden bekræftet af Lisbeth Jessen i en P1-montage, der afslørede, at historien var opdigtet.
I 2003 samlede han manuskriptforfatteren Mogens Rukovs essays og artikler i bogen Festen og andre skandaler på forlaget Lindhardt og Ringhof.
Fra 2001 til 2008 var Claus Christensen filmanmelder på Dagbladet Information og sad i en årrække i bestyrelsen for Danske Filmkritikere, der uddeler Bodilprisen. 
I 2002 blev han chefredaktør for Ekko, som han – sammen med lektor Peter Schepelern – omdannede fra et undervisningsblad til et toneangivende filmmagasin. Oplaget steg i perioden fra 2.000 til over 10.000. I 2008 fusionerede Ekko med Filmmagasinet Mifune og genopstod som Filmmagasinet Ekko. Allerede med det første nummer i den nye udgave (#40) vakte bladet opsigt ved at lade filmfolk anmelde anmelderne. I 2015 genoptrykte Claus Christensen Kurt Westergaard og Lars Vilks Muhammedtegninger i et tema om forbudte billeder (#68).
Hvert år siden 2007 har han dækket Cannes-filmfestivalen for Ekko. Han har været redaktør på en række Ekko-bøger, herunder Om Kammesjukjul – en film af Nils Malmros (2006), Erik Nietzsche - de unge år af Lars von Trier (2007), Flammen & Citronen af Christian Monggaard (2008) og Filmens vingesus af Peter Schepelern (2015). Derudover udgav han i 2016 dvd’en Kortfilm & konfirmander med otte nordiske kortfilm og en ledsagende booklet.
I 2013 lancerede han Ekko Shortlist, en onlinehitliste og streamingtjeneste for kortfilm, som er landets største med over 18.000 film og en årlig prisuddeling: "Ekko Shortlist Awards".